# استلا آگستریب
استلا آگستریب (به انگلیسی: Estella Agsteribbe) ژیمناست زادهٔ ۶ آوریل ۱۹۰۹ میلادی اهل کشور هلند است.